# Новоандросовский сельсовет
Новоандросовский сельсовет — сельское поселение в Железногорском районе Курской области Российской Федерации.
Административный центр — посёлок Новоандросово.

## История
Образован 17 августа 1989 года путём выделения из состава Андросовского сельсовета. Законом Курской области от 21 октября 2004 года № 48-ЗКО (в ходе муниципальной реформы 2006 года) муниципальное образование Новоандросовский сельсовет наделено статусом сельского поселения.
Статус и границы сельского поселения установлены Законом Курской области от 21 октября 2004 года № 48-ЗКО «О муниципальных образованиях Курской области».

## Население
| 2002  | 2010  | 2012  | 2013  | 2014  | 2015  | 2016  |
| ----- | ----- | ----- | ----- | ----- | ----- | ----- |
| 1073  | ↘1057 | ↗1074 | ↗1075 | ↗1090 | ↘1040 | ↗1045 |
| 2017  | 2018  | 2019  | 2020  | 2021  |       |       |
| ↘1044 | ↘1033 | ↘1013 | ↘986  | ↗1057 |       |       |

## Состав сельского поселения
| № | Населённый пункт | Тип населённого пункта          | Население |
| - | ---------------- | ------------------------------- | --------- |
| 1 | Лев-Толстовский  | посёлок                         | ↘17       |
| 2 | Мартовский       | посёлок                         | ↘134      |
| 3 | Новоандросово    | посёлок, административный центр | ↗906      |